# タマルミッドナイトジョッキー
『タマルミッドナイトジョッキー』は、西日本放送運営のRNCラジオで放送されていたラジオ番組である。

## 概要
週5日間の帯で放送されていた深夜の音楽情報番組で、香川県高松市などでレコード・CDショップを展開していたタマルの一社提供で放送。
番組は、タマルが発信する新譜情報や売上ランキングを紹介していた。また、番組側が毎週設定するテーマに対してリスナーから寄せられたハガキも読み上げていた。

## パーソナリティ
- 初代：河野文子（ぶんちゃん）（番組開始 - ）[1]
- 2代目：ドラちゃん
- 3代目：しまちゃん
- 4代目：和泉さとみ[注 1]（きみちゃん）（1986年4月 - 番組終了） - 和泉が出産を前にしていた時期には、初代パーソナリティの河野がピンチヒッターを務めた。

## 番組テーマ曲
- カシオペア『THE PARTY NIGHT』
- MALTA『SOMBRILLA』（アルバム『COCAGE』より）
- 高中正義『EYELANDS』（アルバム『夏・全・開』より）
- ほか